# 復旦張江
上海復旦張江生物醫藥股份有限公司，簡稱上海復旦張江生物醫藥股份、上海復旦張江生物醫藥、上海復旦張江生物（英語：SHANGHAI FUDAN-ZHANGJIANG BIO-PHARMACEUTICAL CO., LIMITED；港交所：1349；上交所：688505，简称：复旦张江），於1996年由复旦大学以及多家公司合資成立，前身為「上海复旦张江生物医药公司」。
現時主要股東為上海医药集团股份有限公司、中国通用技术（集团）控股有限责任公司、张江高科技园区开发股份有限公司，以及复旦资产经营有限公司。
現時業務为在國內經營研究、开发、生产和销售生物医药，總部位於上海浦东张江高科技园区蔡伦路308号。
该公司在香港发行H股时，招股價為1.4港元，發行新股為1.98億H股，集資額為2.8億港元，股份則在2002年8月13日於港交所創業板上市，當時代碼為8231.HK。其後在2013年12月16日轉在主板上市。
2019年3月，该公司宣布拟发行人民币A股并在上海证券交易所科创板挂牌上市。上海证券交易所的上市审核原定于2020年3月进行，但因为2019冠状病毒病疫情而延期。2020年6月，该公司股东上海医药指复旦张江的上市申请已经获得交易所审核通过。该公司采用累计投标询价方式形成A股招股价，为2013年以来中国大陆资本市场首次。2020年6月19日，该公司正式在上海证券交易所科创板挂牌。

## 連結
- 官方网站